# خانه مرکزی هنرمندان، مسکو
خانه مرکزی هنرمندان، مسکو (روسی: Центра́льный дом худо́жника) یک گالری هنری چهار طبقه در مسکو است. این یک مرکز نمایشگاهی تاریخی در مسکو بود که محل تأسیس کنفدراسیون بین‌المللی اتحادیه‌های هنرمندان، یکی از مشهورترین مجتمع‌های نوع خود در روسیه، بود که از سال ۱۹۷۹ تا ۲۰۱۹ وجود داشت. در طول سال‌های فعالیت خود، خانه مرکزی هنرمندان یک ساختمان را با گالری ترتیاکوف (گالری جدید ترتیاکوف) به اشتراک گذاشت؛ از مارس ۲۰۱۹، قرار بود کل ساختمان تحت مدیریت گالری جدید ترتیاکوف منتقل شود.
خانه مرکزی هنرمندان در مسکو در آوریل ۲۰۱۹ تعطیل شد و فضای نمایشگاه به گالری جدید ترتیاکوف منتقل شد.
این بنا توسط اتحادیه هنرمندان اتحاد جماهیر شوروی ساخته شد.

## اطلاعات عمومی
خانه مرکزی هنرمندان در مرکز مسکو قرار دارد و توسط پارک هنری موزئون احاطه شده است. نمایشگاه فضای باز موزه مجسمه‌سازی به‌طور ارگانیک در مجموعه پارک قرار گرفته و با مناطق تفریحی و زمین‌های بازی برای کودکان تکمیل می‌شود. واقع در کریمسکی وال، ۱۰، مسکو، روسیه، ۱۱۹۰۴۹

## تاریخچه ساختمان
در ابتدا، در سپتامبر ۱۹۵۶، شورای وزیران اتحاد جماهیر شوروی قطعنامه‌ای در مورد ساخت دو ساختمان - ساختمان گالری ترتیاکوف و ساختمان نمایشگاه اتحادیه هنرمندان اتحاد جماهیر شوروی - تصویب کرد. متعاقباً، تصمیم گرفته شد که یک ساختمان برای دو شیء ساخته شود. این پروژه در سال‌های ۱۹۶۲–۱۹۶۳ تکمیل و در مارس ۱۹۶۴ برای ساخت تأیید شد.ساخت و ساز در سال ۱۹۶۵ آغاز شد خانه مرکزی هنرمندان در نوامبر ۱۹۷۹ افتتاح شد.
نویسندگان اصلی پروژه ساختمان، معماران نیکولای سوکویان و یوری شِوِردِیف بودند.علاوه بر این، معماران دیگری نیز در طراحی شرکت داشتند. مؤسسات تحقیقاتی مختلفی در این پروژه مشارکت داشتند.

## نمایشگاه

### نگارخانه ترتیاکوف
نمایشگاه گالری ترتیاکوف در کریمسکی وال شامل آثار هنری هنرمندان روسی و شوروی است که در دهه‌های ۱۹۲۰ تا ۱۹۶۰ فعالیت می‌کردند: کازیمیر مالویچ، واسیلی کاندینسکی، مارک شاگال، میخائیل لاریونوف، رابرت فالک، پیوتر کونچالوفسکی، پاول کورین، پاول فیلونوف، الکساندر دینکا، ورا موخینا، سرگئی کوننکوف، ایوان شادر، ولادیمیر فاورسکی، هنرمندان «سبک سخت‌گیرانه» و بسیاری دیگر. در مرحله طراحی، تصمیم گرفته شد که نمایشگاه قبل از انقلاب در ساختمان قدیمی گالری ترتیاکوف در خیابان لاوروشینسکی برگزار شود.
علاوه بر این، در ساختمان گالری ترتیاکوف در کریمسکی وال، نمایشگاه‌های مختلفی با موضوعات و مواد نمایشگاهی متنوع برگزار می‌شود و کلاس‌های کارشناسی ارشد با هنرمندان مشهور معاصر به عنوان بخشی از فعالیت‌های باشگاه هنر معاصر برگزار می‌شود.

### خانه مرکزی هنرمندان
نمایشگاه‌های مختلفی از هنر معاصر، معماری و طراحی در سالن‌های نمایشگاهی خانه مرکزی هنرمندان برگزار می‌شد. نمایشگاه‌هایی از آثار هنرمندانی از اروپا، خاورمیانه، آسیا و آمریکا برگزار می‌شد. در دهه ۱۹۸۰، مجموعه‌ای از نمایشگاه‌ها از هنرمندان جهانی در سالن‌های خانه مرکزی هنرمندان به نمایش گذاشته شد. هنرمندانی مانند: ایو سن لوران (طراح)، فرانسیس بیکن (هنرمند)، جورجو موراندی، جانیس کونلیس، رابرت راشنبرگ، جیمز روزنکوئیست، سالوادور دالی، ژان تینگلی، روفینو تامایو، و غیره
همچنین، نمایشگاه بین‌المللی ادبیات فکری «غیرداستانی» سالانه در خانه مرکزی هنرمندان برگزار می‌شد. این نمایشگاه اولین بار در سال ۱۹۹۹ در ساختمان خانه مرکزی هنرمندان برگزار شد. سالن هنر بین‌المللی مسکو در خانه مرکزی هنرمندان، نمایشگاه بین‌المللی سالانه هنر معاصر جهان «هنر مسکو» و نمایشگاه بین‌المللی معماری و طراحی «آرچ مسکو»، سالن‌های عتیقه‌جات روسیه نیز در آنجا برگزار می‌شدند.
در سال ۲۰۱۹، ساختمان واقع در کریمسکی وال به‌طور کامل به گالری ترتیاکوف منتقل شد. در پاسخ به واقعیت‌های جدید و پیروی از روندها، پروژه خانه مرکزی هنرمندان آنلاین متولد شد. بستری مجازی برای فروش و خرید آثار هنری و عتیقه‌جات و برگزاری نمایشگاه‌های تعاملی.